# Toka-patak
Toka-patak är ett vattendrag i Ungern.   Det ligger i provinsen Heves, i den centrala delen av landet, 70 km öster om huvudstaden Budapest.